# 1812 kilometer van Qatar 2025
De 1812 kilometer van Qatar 2025 was de eerste race van het FIA World Endurance Championship-seizoen 2025. De race werd verreden op 28 februari 2025 op het Losail International Circuit nabij Lusail, Qatar.
De race werd gewonnen door de Ferrari AF Corse #50 van Antonio Fuoco, Miguel Molina en Nicklas Nielsen. De LMGT3-klasse werd gewonnen door de TF Sport #33 van Jonny Edgar, Daniel Juncadella en Ben Keating.

## Inschrijvingen
Er waren 36 auto's ingeschreven voor de race, bestaande uit achttien in de Hypercar-klasse en achttien in de LMGT3-klasse. Aston Martin is ten opzichte van 2024 nieuw in de Hypercar-klasse, terwijl Lamborghini en Isotta Fraschini uit het kampioenschap zijn gestapt.
In de LMGT3-klasse is Mercedes-AMG nieuw ten opzichte van 2024, terwijl Lamborghini verdween.

## Kwalificatie
Tijden vetgedrukt betekent de snelste tijd in die klasse.
| Pos. | Klasse   | No. | Team                      | Kwalificatie | Hyperpole | Grid |
| ---- | -------- | --- | ------------------------- | ------------ | --------- | ---- |
| 1    | Hypercar | 51  | Ferrari AF Corse          | 1:38.587     | 1:38.359  | 1    |
| 2    | Hypercar | 15  | BMW M Team WRT            | 1:39.316     | 1:38.495  | 2    |
| 3    | Hypercar | 50  | Ferrari AF Corse          | 1:38.609     | 1:38.692  | 3    |
| 4    | Hypercar | 12  | Cadillac Hertz Team Jota  | 1:39.115     | 1:38.723  | 4    |
| 5    | Hypercar | 38  | Cadillac Hertz Team Jota  | 1:39.616     | 1:39.036  | 5    |
| 6    | Hypercar | 20  | BMW M Team WRT            | 1:39.236     | 1:39.146  | 6    |
| 7    | Hypercar | 7   | Toyota Gazoo Racing       | 1:39.720     | 1:39.279  | 7    |
| 8    | Hypercar | 83  | AF Corse                  | 1:39.326     | 1:39.299  | 8    |
| 9    | Hypercar | 35  | Alpine Endurance Team     | 1:39.629     | 1:39.506  | 9    |
| 10   | Hypercar | 93  | Peugeot TotalEnergies     | 1:39.926     | 1:39.674  | 10   |
| 11   | Hypercar | 5   | Porsche Penske Motorsport | 1:39.946     |           | 11   |
| 12   | Hypercar | 94  | Peugeot TotalEnergies     | 1:40.032     |           | 12   |
| 13   | Hypercar | 6   | Porsche Penske Motorsport | 1:40.363     |           | 13   |
| 14   | Hypercar | 36  | Alpine Endurance Team     | 1:40.364     |           | 14   |
| 15   | Hypercar | 99  | Proton Competition        | 1:41.421     |           | 15   |
| 16   | Hypercar | 007 | Aston Martin THOR Team    | 1:41.766     |           | 16   |
| 17   | Hypercar | 8   | Toyota Gazoo Racing       | 1:46.289     |           | 17   |
| 18   | Hypercar | 009 | Aston Martin THOR Team    | Geen tijd    |           | 18   |
| 19   | LMGT3    | 95  | United Autosports         | 1:54.851     | 1:54.239  | 19   |
| 20   | LMGT3    | 59  | United Autosports         | 1:55.248     | 1:54.478  | 20   |
| 21   | LMGT3    | 78  | Akkodis ASP Team          | 1:54.924     | 1:54.484  | 21   |
| 22   | LMGT3    | 54  | Vista AF Corse            | 1:56.180     | 1:54.594  | 22   |
| 23   | LMGT3    | 21  | Vista AF Corse            | 1:55.482     | 1:54.609  | 23   |
| 24   | LMGT3    | 87  | Akkodis ASP Team          | 1:55.477     | 1:54.658  | 24   |
| 25   | LMGT3    | 27  | Heart of Racing Team      | 1:56.071     | 1:54.755  | 25   |
| 26   | LMGT3    | 46  | Team WRT                  | 1:55.949     | 1:54.989  | 26   |
| 27   | LMGT3    | 81  | TF Sport                  | 1:56.248     | 1:55.424  | 27   |
| 28   | LMGT3    | 88  | Proton Competition        | 1:56.368     | 1:55.432  | 28   |
| 29   | LMGT3    | 92  | Manthey 1st Phorm         | 1:56.434     |           | 29   |
| 30   | LMGT3    | 10  | Racing Spirit of Léman    | 1:56.618     |           | 30   |
| 31   | LMGT3    | 33  | TF Sport                  | 1:56.699     |           | 31   |
| 32   | LMGT3    | 31  | The Bend Team WRT         | 1:56.869     |           | 32   |
| 33   | LMGT3    | 85  | Iron Dames                | 1:57.156     |           | 33   |
| 34   | LMGT3    | 77  | Proton Competition        | 1:57.274     |           | 34   |
| 35   | LMGT3    | 61  | Iron Lynx                 | 1:58.554     |           | 35   |
| 36   | LMGT3    | 60  | Iron Lynx                 | 1:59.194     |           | 36   |

## Uitslag
Winnaars in hun klasse zijn vetgedrukt.
| Pos. | Klasse   | No. | Team                      | Coureurs                                              | Chassis                           | Banden | Ronden | Tijd/Reden       |
| Pos. | Klasse   | No. | Team                      | Coureurs                                              | Motor                             | Banden | Ronden | Tijd/Reden       |
| ---- | -------- | --- | ------------------------- | ----------------------------------------------------- | --------------------------------- | ------ | ------ | ---------------- |
| 1    | Hypercar | 50  | Ferrari AF Corse          | Antonio Fuoco Miguel Molina Nicklas Nielsen           | Ferrari 499P                      | M      | 318    | 10:01:39.098     |
| 1    | Hypercar | 50  | Ferrari AF Corse          | Antonio Fuoco Miguel Molina Nicklas Nielsen           | Ferrari F163 3.0 L Turbo V6       | M      | 318    | 10:01:39.098     |
| 2    | Hypercar | 83  | AF Corse                  | Philip Hanson Robert Kubica Ye Yifei                  | Ferrari 499P                      | M      | 318    | +2.348           |
| 2    | Hypercar | 83  | AF Corse                  | Philip Hanson Robert Kubica Ye Yifei                  | Ferrari F163 3.0 L Turbo V6       | M      | 318    | +2.348           |
| 3    | Hypercar | 51  | Ferrari AF Corse          | James Calado Antonio Giovinazzi Alessandro Pier Guidi | Ferrari 499P                      | M      | 318    | +2.677           |
| 3    | Hypercar | 51  | Ferrari AF Corse          | James Calado Antonio Giovinazzi Alessandro Pier Guidi | Ferrari F163 3.0 L Turbo V6       | M      | 318    | +2.677           |
| 4    | Hypercar | 15  | BMW M Team WRT            | Kevin Magnussen Raffaele Marciello Dries Vanthoor     | BMW M Hybrid V8                   | M      | 318    | +9.907           |
| 4    | Hypercar | 15  | BMW M Team WRT            | Kevin Magnussen Raffaele Marciello Dries Vanthoor     | BMW P66/3 4.0 L Turbo V8          | M      | 318    | +9.907           |
| 5    | Hypercar | 8   | Toyota Gazoo Racing       | Sébastien Buemi Brendon Hartley Ryō Hirakawa          | Toyota GR010 Hybrid               | M      | 318    | +19.628          |
| 5    | Hypercar | 8   | Toyota Gazoo Racing       | Sébastien Buemi Brendon Hartley Ryō Hirakawa          | Toyota 3.5 L Turbo V6             | M      | 318    | +19.628          |
| 6    | Hypercar | 7   | Toyota Gazoo Racing       | Mike Conway Kamui Kobayashi Nyck de Vries             | Toyota GR010 Hybrid               | M      | 318    | +23.266          |
| 6    | Hypercar | 7   | Toyota Gazoo Racing       | Mike Conway Kamui Kobayashi Nyck de Vries             | Toyota 3.5 L Turbo V6             | M      | 318    | +23.266          |
| 7    | Hypercar | 20  | BMW M Team WRT            | Robin Frijns Sheldon van der Linde René Rast          | BMW M Hybrid V8                   | M      | 318    | +36.388          |
| 7    | Hypercar | 20  | BMW M Team WRT            | Robin Frijns Sheldon van der Linde René Rast          | BMW P66/3 4.0 L Turbo V8          | M      | 318    | +36.388          |
| 8    | Hypercar | 12  | Cadillac Hertz Team Jota  | Alex Lynn Norman Nato Will Stevens                    | Cadillac V-Series.R               | M      | 318    | +37.756          |
| 8    | Hypercar | 12  | Cadillac Hertz Team Jota  | Alex Lynn Norman Nato Will Stevens                    | Cadillac LMC55R 5.5L V8           | M      | 318    | +37.756          |
| 9    | Hypercar | 93  | Peugeot TotalEnergies     | Mikkel Jensen Paul di Resta Jean-Éric Vergne          | Peugeot 9X8                       | M      | 318    | +1:29.683        |
| 9    | Hypercar | 93  | Peugeot TotalEnergies     | Mikkel Jensen Paul di Resta Jean-Éric Vergne          | Peugeot X6H 2.6 L Turbo V6        | M      | 318    | +1:29.683        |
| 10   | Hypercar | 5   | Porsche Penske Motorsport | Julien Andlauer Michael Christensen Mathieu Jaminet   | Porsche 963                       | M      | 317    | +1 ronde         |
| 10   | Hypercar | 5   | Porsche Penske Motorsport | Julien Andlauer Michael Christensen Mathieu Jaminet   | Porsche 9RD 4.6 L Turbo V8        | M      | 317    | +1 ronde         |
| 11   | Hypercar | 6   | Porsche Penske Motorsport | Matt Campbell Kévin Estre Laurens Vanthoor            | Porsche 963                       | M      | 317    | +1 ronde         |
| 11   | Hypercar | 6   | Porsche Penske Motorsport | Matt Campbell Kévin Estre Laurens Vanthoor            | Porsche 9RD 4.6 L Turbo V8        | M      | 317    | +1 ronde         |
| 12   | Hypercar | 94  | Peugeot TotalEnergies     | Loïc Duval Malthe Jakobsen Stoffel Vandoorne          | Peugeot 9X8                       | M      | 317    | +1 ronde         |
| 12   | Hypercar | 94  | Peugeot TotalEnergies     | Loïc Duval Malthe Jakobsen Stoffel Vandoorne          | Peugeot X6H 2.6 L Turbo V6        | M      | 317    | +1 ronde         |
| 13   | Hypercar | 36  | Alpine Endurance Team     | Jules Gounon Frédéric Makowiecki Mick Schumacher      | Alpine A424                       | M      | 317    | +1 ronde         |
| 13   | Hypercar | 36  | Alpine Endurance Team     | Jules Gounon Frédéric Makowiecki Mick Schumacher      | Alpine 3.4 L Turbo V6             | M      | 317    | +1 ronde         |
| 14   | Hypercar | 35  | Alpine Endurance Team     | Paul-Loup Chatin Ferdinand Habsburg Charles Milesi    | Alpine A424                       | M      | 317    | +1 ronde         |
| 14   | Hypercar | 35  | Alpine Endurance Team     | Paul-Loup Chatin Ferdinand Habsburg Charles Milesi    | Alpine 3.4 L Turbo V6             | M      | 317    | +1 ronde         |
| 15   | Hypercar | 99  | Proton Competition        | Neel Jani Nico Pino Nicolás Varrone                   | Porsche 963                       | M      | 314    | +4 ronden        |
| 15   | Hypercar | 99  | Proton Competition        | Neel Jani Nico Pino Nicolás Varrone                   | Porsche 9RD 4.6 L Turbo V8        | M      | 314    | +4 ronden        |
| 16   | Hypercar | 38  | Cadillac Hertz Team Jota  | Earl Bamber Sébastien Bourdais Jenson Button          | Cadillac V-Series.R               | M      | 307    | +11 ronden       |
| 16   | Hypercar | 38  | Cadillac Hertz Team Jota  | Earl Bamber Sébastien Bourdais Jenson Button          | Cadillac LMC55R 5.5L V8           | M      | 307    | +11 ronden       |
| 17   | Hypercar | 009 | Aston Martin THOR Team    | Roman De Angelis Alex Riberas Marco Sørensen          | Aston Martin Valkyrie             | M      | 295    | +23 ronden       |
| 17   | Hypercar | 009 | Aston Martin THOR Team    | Roman De Angelis Alex Riberas Marco Sørensen          | Aston Martin-Cosworth RA 6.5L V12 | M      | 295    | +23 ronden       |
| 18   | LMGT3    | 33  | TF Sport                  | Jonny Edgar Daniel Juncadella Ben Keating             | Chevrolet Corvette Z06 GT3.R      | G      | 287    | +31 ronden       |
| 18   | LMGT3    | 33  | TF Sport                  | Jonny Edgar Daniel Juncadella Ben Keating             | Chevrolet LT6 5.5 L V8            | G      | 287    | +31 ronden       |
| 19   | LMGT3    | 59  | United Autosports         | Sébastien Baud James Cottingham Grégoire Saucy        | McLaren 720S GT3 Evo              | G      | 287    | +31 ronden       |
| 19   | LMGT3    | 59  | United Autosports         | Sébastien Baud James Cottingham Grégoire Saucy        | McLaren M840T 4.0 L Turbo V8      | G      | 287    | +31 ronden       |
| 20   | LMGT3    | 31  | The Bend Team WRT         | Timur Boguslavskiy Augusto Farfus Yasser Shahin       | BMW M4 GT3                        | G      | 286    | +32 ronden       |
| 20   | LMGT3    | 31  | The Bend Team WRT         | Timur Boguslavskiy Augusto Farfus Yasser Shahin       | BMW P58 3.0 L Turbo I6            | G      | 286    | +32 ronden       |
| 21   | LMGT3    | 78  | Akkodis ASP Team          | Ben Barnicoat Finn Gehrsitz Arnold Robin              | Lexus RC F GT3                    | G      | 286    | +32 ronden       |
| 21   | LMGT3    | 78  | Akkodis ASP Team          | Ben Barnicoat Finn Gehrsitz Arnold Robin              | Lexus 2UR-GSE 5.0 L V8            | G      | 286    | +32 ronden       |
| 22   | LMGT3    | 21  | Vista AF Corse            | François Hériau Simon Mann Alessio Rovera             | Ferrari 296 GT3                   | G      | 286    | +32 ronden       |
| 22   | LMGT3    | 21  | Vista AF Corse            | François Hériau Simon Mann Alessio Rovera             | Ferrari F163CE 3.0 L Turbo V6     | G      | 286    | +32 ronden       |
| 23   | LMGT3    | 27  | Heart of Racing Team      | Mattia Drudi Ian James Zacharie Robichon              | Aston Martin Vantage AMR GT3 Evo  | G      | 286    | +32 ronden       |
| 23   | LMGT3    | 27  | Heart of Racing Team      | Mattia Drudi Ian James Zacharie Robichon              | Aston Martin M177 4.0 L Turbo V8  | G      | 286    | +32 ronden       |
| 24   | LMGT3    | 95  | United Autosports         | Sean Gelael Darren Leung Marino Sato                  | McLaren 720S GT3 Evo              | G      | 286    | +32 ronden       |
| 24   | LMGT3    | 95  | United Autosports         | Sean Gelael Darren Leung Marino Sato                  | McLaren M840T 4.0 L Turbo V8      | G      | 286    | +32 ronden       |
| 25   | LMGT3    | 54  | Vista AF Corse            | Francesco Castellacci Thomas Flohr Davide Rigon       | Ferrari 296 GT3                   | G      | 285    | +33 ronden       |
| 25   | LMGT3    | 54  | Vista AF Corse            | Francesco Castellacci Thomas Flohr Davide Rigon       | Ferrari F163CE 3.0 L Turbo V6     | G      | 285    | +33 ronden       |
| 26   | LMGT3    | 10  | Racing Spirit of Léman    | Eduardo Barrichello Derek DeBoer Valentin Hasse-Clot  | Aston Martin Vantage AMR GT3 Evo  | G      | 285    | +33 ronden       |
| 26   | LMGT3    | 10  | Racing Spirit of Léman    | Eduardo Barrichello Derek DeBoer Valentin Hasse-Clot  | Aston Martin M177 4.0 L Turbo V8  | G      | 285    | +33 ronden       |
| 27   | LMGT3    | 88  | Proton Competition        | Stefano Gattuso Giammarco Levorato Dennis Olsen       | Ford Mustang GT3                  | G      | 285    | +33 ronden       |
| 27   | LMGT3    | 88  | Proton Competition        | Stefano Gattuso Giammarco Levorato Dennis Olsen       | Ford Coyote 5.4 L V8              | G      | 285    | +33 ronden       |
| 28   | LMGT3    | 46  | Team WRT                  | Ahmad Al Harthy Kelvin van der Linde Valentino Rossi  | BMW M4 GT3                        | G      | 284    | +34 ronden       |
| 28   | LMGT3    | 46  | Team WRT                  | Ahmad Al Harthy Kelvin van der Linde Valentino Rossi  | BMW P58 3.0 L Turbo I6            | G      | 284    | +34 ronden       |
| 29   | LMGT3    | 92  | Manthey 1st Phorm         | Ryan Hardwick Richard Lietz Riccardo Pera             | Porsche 911 GT3 R (992)           | G      | 284    | +34 ronden       |
| 29   | LMGT3    | 92  | Manthey 1st Phorm         | Ryan Hardwick Richard Lietz Riccardo Pera             | Porsche M97/80 4.2 L Flat-6       | G      | 284    | +34 ronden       |
| 30   | LMGT3    | 85  | Iron Dames                | Rahel Frey Michelle Gatting Célia Martin              | Porsche 911 GT3 R (992)           | G      | 282    | +36 ronden       |
| 30   | LMGT3    | 85  | Iron Dames                | Rahel Frey Michelle Gatting Célia Martin              | Porsche M97/80 4.2 L Flat-6       | G      | 282    | +36 ronden       |
| NC   | LMGT3    | 60  | Iron Lynx                 | Matteo Cairoli Matteo Cressoni Claudio Schiavoni      | Mercedes-AMG GT3 Evo              | G      | 194    | Niet geklasseerd |
| NC   | LMGT3    | 60  | Iron Lynx                 | Matteo Cairoli Matteo Cressoni Claudio Schiavoni      | Mercedes-AMG M159 6.2 L V8        | G      | 194    | Niet geklasseerd |
| DNF  | Hypercar | 007 | Aston Martin THOR Team    | Tom Gamble Ross Gunn Harry Tincknell                  | Aston Martin Valkyrie             | M      | 181    | Transmissie      |
| DNF  | Hypercar | 007 | Aston Martin THOR Team    | Tom Gamble Ross Gunn Harry Tincknell                  | Aston Martin-Cosworth RA 6.5L V12 | M      | 181    | Transmissie      |
| DNF  | LMGT3    | 77  | Proton Competition        | Ben Barker Bernardo Sousa Ben Tuck                    | Ford Mustang GT3                  | G      | 148    | Brand            |
| DNF  | LMGT3    | 77  | Proton Competition        | Ben Barker Bernardo Sousa Ben Tuck                    | Ford Coyote 5.4 L V8              | G      | 148    | Brand            |
| DNF  | LMGT3    | 61  | Iron Lynx                 | Lin Hodenius Maxime Martin Christian Ried             | Mercedes-AMG GT3 Evo              | G      | 59     | Technisch        |
| DNF  | LMGT3    | 61  | Iron Lynx                 | Lin Hodenius Maxime Martin Christian Ried             | Mercedes-AMG M159 6.2 L V8        | G      | 59     | Technisch        |
| DNF  | LMGT3    | 81  | TF Sport                  | Rui Andrade Charlie Eastwood Tom Van Rompuy           | Chevrolet Corvette Z06 GT3.R      | G      | 27     | Elektrisch       |
| DNF  | LMGT3    | 81  | TF Sport                  | Rui Andrade Charlie Eastwood Tom Van Rompuy           | Chevrolet LT6 5.5 L V8            | G      | 27     | Elektrisch       |
| DNF  | LMGT3    | 87  | Akkodis ASP Team          | José María López Clemens Schmid Răzvan Umbrărescu     | Lexus RC F GT3                    | G      | 15     | Schade ongeluk   |
| DNF  | LMGT3    | 87  | Akkodis ASP Team          | José María López Clemens Schmid Răzvan Umbrărescu     | Lexus 2UR-GSE 5.0 L V8            | G      | 15     | Schade ongeluk   |

## Tussenstanden na wedstrijd
Hypercar (coureurs)
| Pos | Coureur                                               | Punten |
| --- | ----------------------------------------------------- | ------ |
| 1   | Antonio Fuoco Miguel Molina Nicklas Nielsen           | 38     |
| 2   | Philip Hanson Robert Kubica Ye Yifei                  | 27     |
| 3   | James Calado Antonio Giovinazzi Alessandro Pier Guidi | 24     |
| 4   | Kevin Magnussen Raffaele Marciello Dries Vanthoor     | 18     |
| 5   | Sébastien Buemi Brendon Hartley Ryō Hirakawa          | 15     |

Hypercar (constructeurs)
| Pos | Constructeur | Punten |
| --- | ------------ | ------ |
| 1   | Ferrari      | 66     |
| 2   | BMW          | 35     |
| 3   | Toyota       | 33     |
| 4   | Cadillac     | 9      |
| 5   | Peugeot      | 6      |

Hypercar (teams)
| Pos | Nr | Constructeur       | Punten |
| --- | -- | ------------------ | ------ |
| 1   | 83 | AF Corse           | 38     |
| 2   | 99 | Proton Competition | 27     |

LMGT3
| Pos | Coureur                                         | Punten |
| --- | ----------------------------------------------- | ------ |
| 1   | Jonny Edgar Daniel Juncadella Ben Keating       | 38     |
| 2   | Sébastien Baud James Cottingham Grégoire Saucy  | 27     |
| 3   | Timur Boguslavskiy Augusto Farfus Yasser Shahin | 23     |
| 4   | Ben Barnicoat Finn Gehrsitz Arnold Robin        | 18     |
| 5   | François Hériau Simon Mann Alessio Rovera       | 15     |

LMGT3 (teams)
| Pos | Nr | Team              | Punten |
| --- | -- | ----------------- | ------ |
| 1   | 33 | TF Sport          | 38     |
| 2   | 59 | United Autosports | 27     |
| 3   | 31 | The Bend Team WRT | 23     |
| 4   | 78 | Akkodis ASP Team  | 18     |
| 5   | 21 | Vista AF Corse    | 15     |